# Kennedy (Quito)

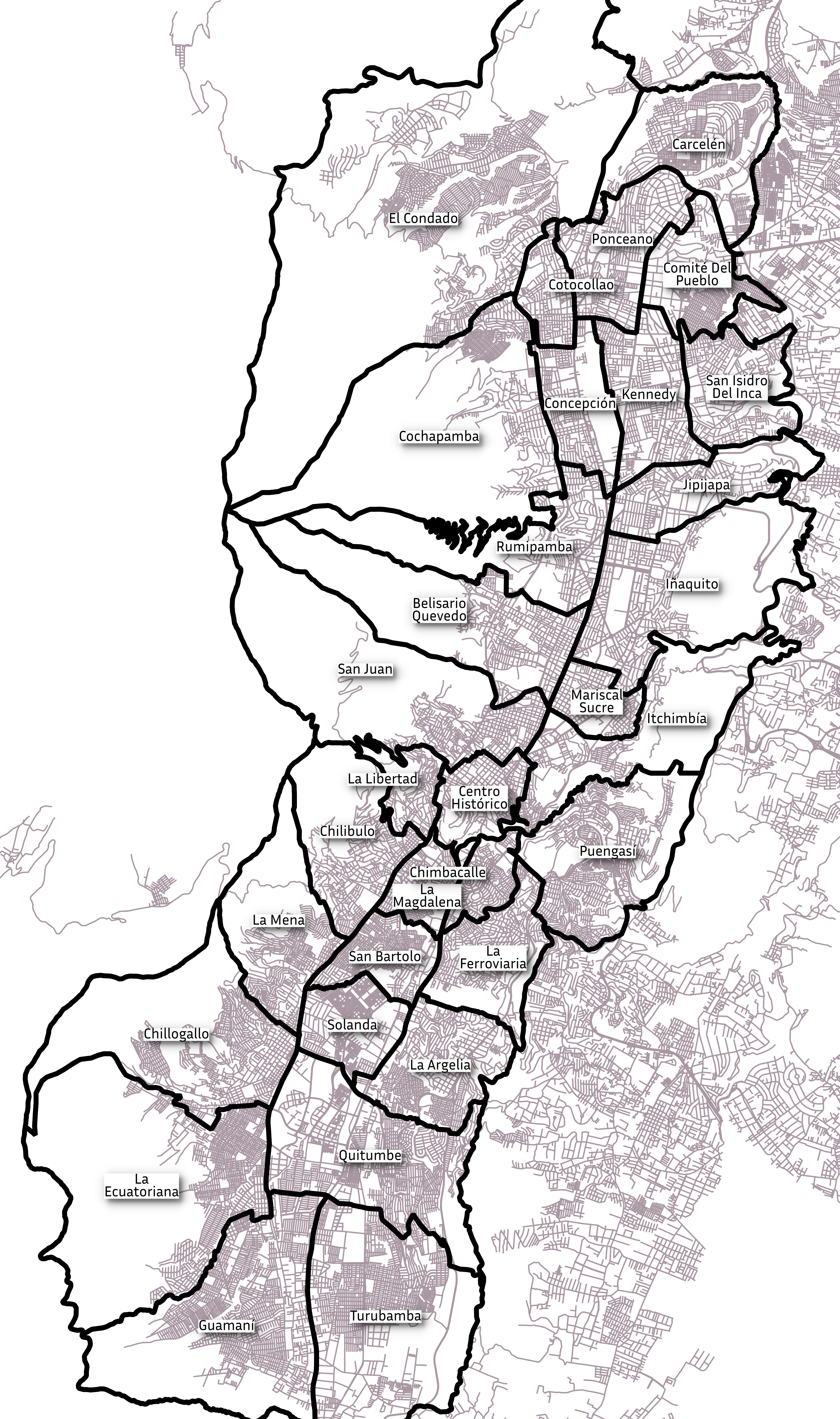
Parroquias urbanas von Quito; Kennedy auf der Karte rechts oben

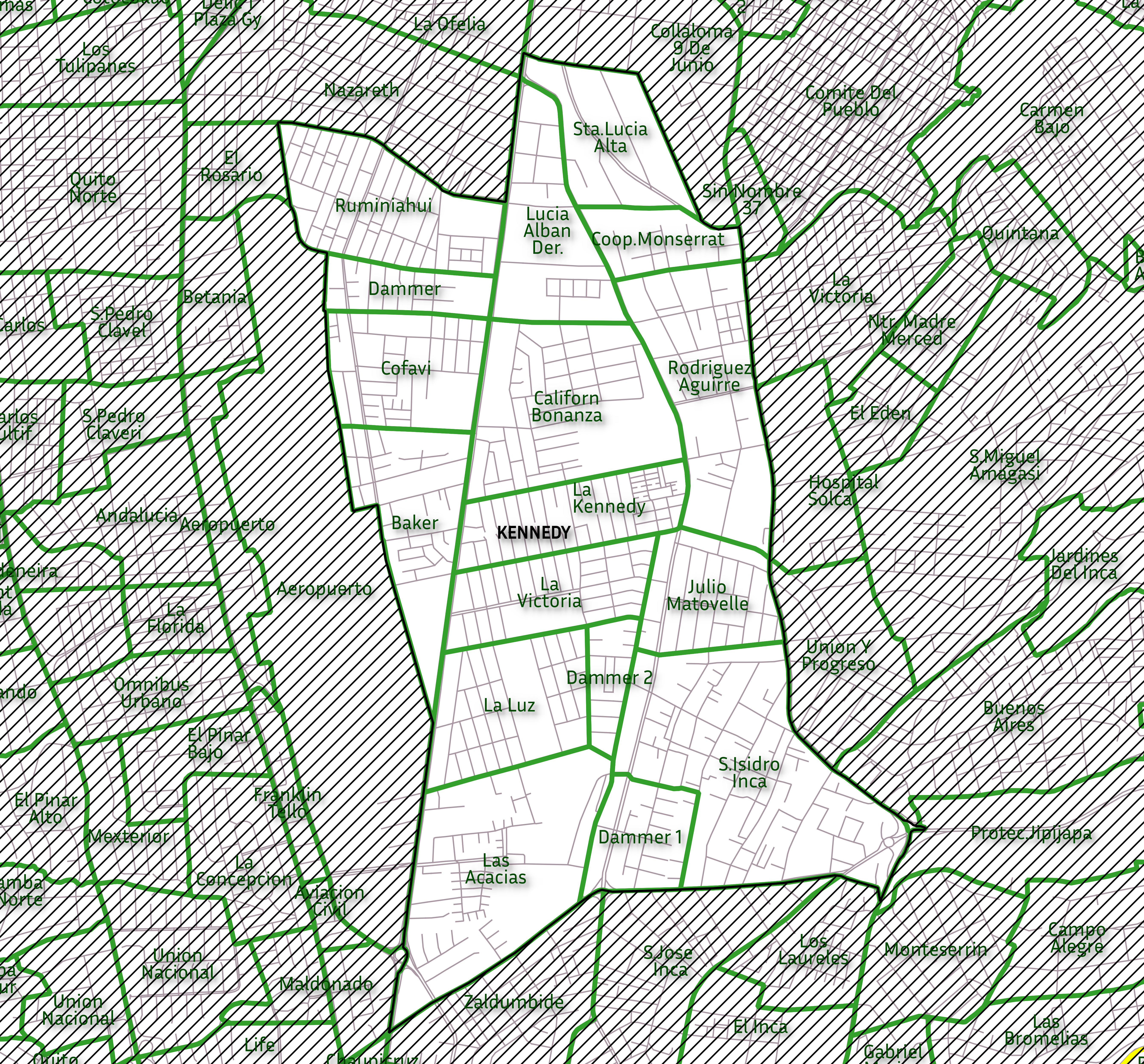
Barrios in der Parroquia Kennedy

Kennedy ist ein Stadtteil von Quito und eine Parroquia urbana in der Verwaltungszone Eugenio Espejo im Kanton Quito der ecuadorianischen Provinz Pichincha. Die Fläche beträgt etwa 713 ha. Die Einwohnerzahl lag im Jahr 2019 bei 84.900.

## Lage
Die Parroquia Kennedy liegt im Nordosten von Quito etwa 9 km nordnordöstlich vom Stadtzentrum auf einer Höhe von etwa 2825 m. Die Avenida Galo Plaza Lasso durchquert das Areal in nördlicher Richtung. Die Avenida Eloy Alfaro begrenzt das Gebiet im Osten, die Avenida El Inca im Süden. Westlich des Areals befindet sich der Parque Bicentenario auf dem Gelände des ehemaligen Flughafens Aeropuerto Internacional Mariscal Sucre. Im Nordwesten reicht das Verwaltungsgebiet bis zur Kreuzung von Avenida de la Prensa und Avenida del Maestro.
Die Parroquia Kennedy grenzt im Westen an die Parroquia La Concepción, im Norden an die Parroquias Ponceano und Comité del Pueblo, im Osten an die Parroquia San Isidro del Inca sowie im Süden an die Parroquia Jipijapa.

## Barrios
Die Parroquia ist in folgende Barrios und Stadtteile gegliedert:
- Baker
- California Bonanza
- Collaloma 9 de Junio
- Conjunto Ciudad Mediterraneo
- Conjunto Marcelo Gabriel
- Coop. Monserrat
- Dammer 1
- Dammer 2
- E Rocio
- La Kennedy
- La Luz
- La Victoria
- Las Acacias
- Lucia Alban
- Maldonado
- Matovelle
- Rodriguez Aguirre
- Rumiñahui
- San Isidro del Inca
- Santa Lucia Alta
- Zaldumbide